# I'll Get You
"I'll Get You" er B-siden på det engelske rockband The Beatles' fjerde single "She Loves You/I'll Get You", der blev udgivet i Storbritannien den 23. august 1963. Singlen kom ind på Top 20 i august 1963 og blev der i adskillige måneder. Den slog mange salgsrekorter i både Storbritannien og USA, og den blev årtiets mest solgte single.

## Komposition
John Lennons tante Mimi var meget afvisende over for Johns musik, så derfor var det en undtagelse, da John og Paul skrev "I'll Get You" i hendes hus på Menlove Avenue. Datoen er ukendt, men den blev skrevet kort tid før She Loves You, der blev skrevet den 26 - 27. juni 1963. Sangen havde arbejdstitlen "Get You in The End" i starten og var tænkt til at være opfølger til From Me to You-singlen og A-side, men den endte med at blive B-side til "She Loves You", som de mente var et bedre nummer. Paul har fortalt, at arbejdet med "I'll Get You" førte til nogle gode ideer, der et par dage senere blev brugt i "She Loves You".
Dette har altid været en af Pauls yndlings-Beatles-numre; den er letbenet, selvsikker og viser hvor godt han og John hurtigt og dygtigt havde mestret at lave kompositioner. Paul har sagt:
 For John og mig, selvom jeg ikke rigtig kan tale for ham, kom ord som "imagine" og "picture" fra Lewis Carroll. Denne ide med at bede din lytter om at forestille sig noget: "kom med mig, hvis du vil ...", "gå ind i min ...", "forestil dig dig selv i en båd". Det tiltrak os. Det var en god lille fidus. Vi elskede begge Lewis Carroll og Alice-bøgerne og var fascineret af hans surrealistisk verden, så det var en dejlig sang at skrive.

"I'll Get You" var et 50-50 samarbejde, hvad Paul kalder meget "samskrevet" (co-written). Det er en af de første sange, der beskriver Johns tro på kreativ visualisering: at man ved at forestille sig, hvad man gerne vil have til at ske, faktisk kan få dem til at ske. For Paul, fremmaner ordet "imagine" begyndelsen på et eventyr for børn og var som en invitation til en træde ind i en opdigtet verden. John brugte senere en variation af åbningslinjen ("Imagine I'm in love with you, It's easy 'cos I know") i sin sang Imagine fra 1971 ("Imagine there's no heaven, It's easy if you try").
En af sangens musikalske finesser er akkordskiftet fra D-dur til A-mol, der opbryder ordet "pretend". Paul har sagt:
 Den blev hentet fra en sang kaldet All My Trials, som er på et album, jeg havde af Joan Baez. Det er en D-dur, der skifter til en A-mol, hvilket er usædvanligt; du ville normalt gå fra D-dur til A-dur. Det er en ændring, der altid har fascineret mig, så jeg satte den ind. Jeg kunne godt lide den lidt pjattede måde, vi sang "oh yeah, oh yeah", hvilket var meget karakteristisk, meget Beatles-agtigt. 

## Indspilning
Nummeret blev produceret af George Martin og indspillet den 1. juli 1963 samtidig med "She Loves You". Begge numre var indspillet efter en 345 minutters session. Mixning blev foretaget den 4. juli.
Der er ikke fundet dokumentation, der fortæller, hvor mange optagelser, der blev foretaget eller andre detaljer vedrørende indspilningen.
Ingen originale master-bånd af "I'll Get You" menes at eksistere. Standardproceduren i Abbey Road Studios på det tidspunkt var at slette de originale to-spors sessionsbånd til singler, når de var blevet "mixet ned" til det (normalt mono) masterbånd, der blev brugt til at trykke plader. 

## Udgivelse
"I'll Get You" blev udgivet som B-side til "She Loves You" i Storbritannien den 23. august 1963 og den 16. september i USA. Den blev tillige udgivet den 21. maj 1964 som B-side til "Sie liebt dich" (den tyske udgave af "She Loves You") i USA alene.

## Musikere
- John Lennon – sang, rytmeguitar, mundharmonika
- Paul McCartney – sang, bas
- George Harrison – singleguitar, baggrundsvokal
- Ringo Starr – trommer